# Liste der Monuments historiques in Landécourt
Die Liste der Monuments historiques in Landécourt führt die Monuments historiques in der französischen Gemeinde Landécourt auf.

## Liste der Objekte
| Bezeichnung | Beschreibung                                | Standort                          | Kennzeichnung | Schutzstatus | Datum | Bild |
| ----------- | ------------------------------------------- | --------------------------------- | ------------- | ------------ | ----- | ---- |
| Altarrelief | Holz, farbig gefasst und vergoldet, um 1720 | in der Kirche St-Sigismond (Lage) | PM54000318    | Classé       | 1972  |      |